# Holonothrus venetiolanus
Holonothrus venetiolanus är en kvalsterart som beskrevs av Ziemowit Olszanowski 1999. Holonothrus venetiolanus ingår i släktet Holonothrus och familjen Crotoniidae. Inga underarter finns listade i Catalogue of Life.